# アラド (イスラエル)

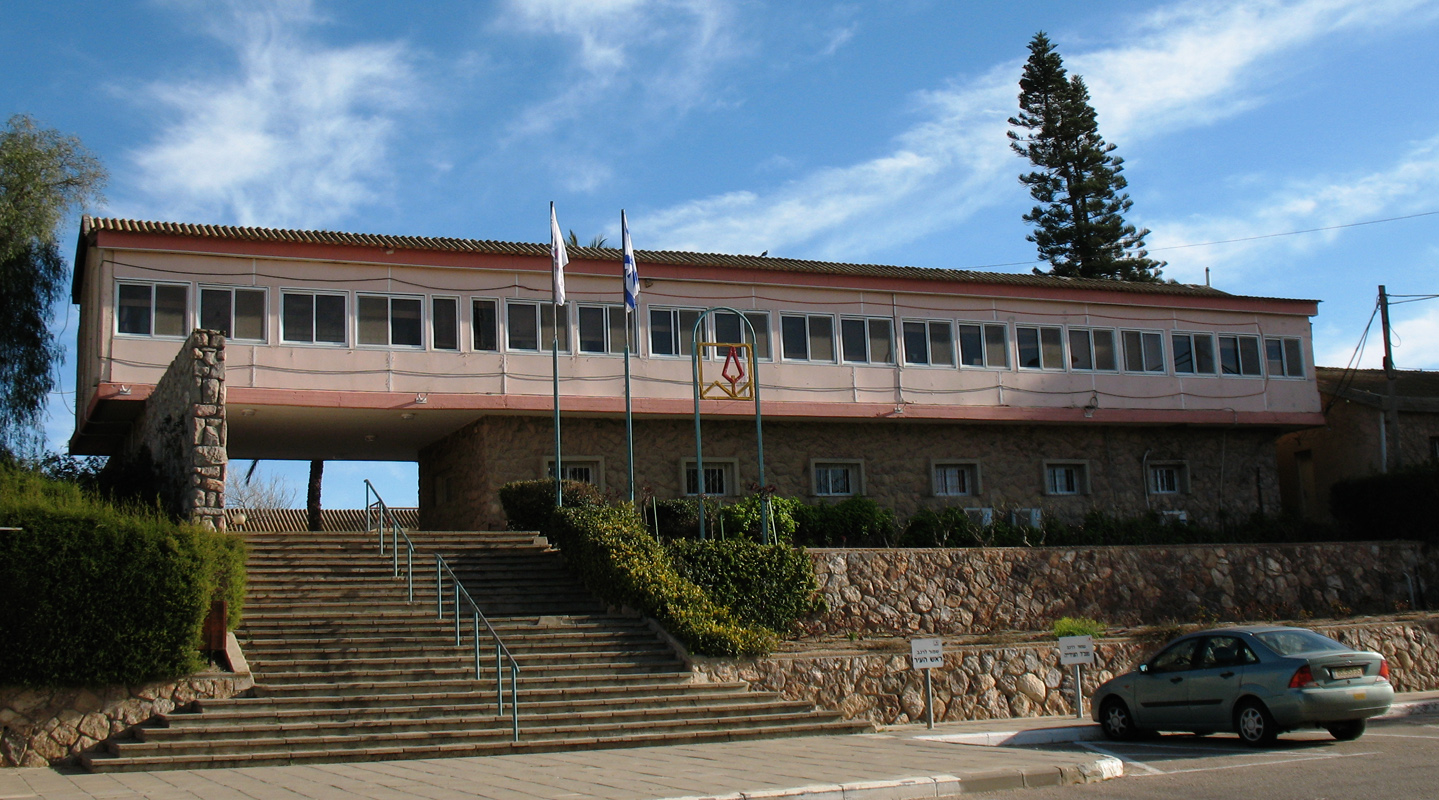
市庁舎

アラド（ヘブライ語: ערד）は、イスラエル南部地区に位置する都市である。アラドはユダヤとネゲヴの境界に位置する、ベエルシェバから40km、ディモナから27km。都市はキドド連峰の近くに位置し、喘息患者の健康にも良い非常にきれいな空気で知られている。

## 歴史
最初にアラドでユダヤ人開拓者たちがたどり着いたのは1921年2月23日のことである。しかし水を掘り当てなかったので、開拓者たちは村の建設に失敗した。1961年、開拓者はアラド地域の"ネフタ"石油会社に働く為に、そこに小さいキャンプを建てた。同年、イスラエルの政治行政はネゲヴに新都市計画の為に資金を割り当てた。アラドは公式に1962年11月21日に創立された。アラドの最初の都市計画はヨナ・ピテルソンによって思い付けられた。
アラドは1960年代を通って小さい都市村が続いた。1970年代、ソビエト連邦から来たユダヤ移民が定住する。1974年までに、町には10500人が住んでいた。1995年にアラドは都市宣言された。その時、都市には20500人が住んでいた。

## 交通
アラドの本街道はベエルシェバから死海まで延びる第31街道である。第3199道はローカル街道であり、アラドからマサダ要塞まで延びている。アラドには鉄道は存在しないが、ベエルシェバからネヴァチム経由で鉄道建設の計画がある。

## スポーツ
アラドを本拠地とするサッカークラブには、ハポエル・アラドがある。チームは4部リーグに相当するリーガ・アレフに所属し、アラド・スタジアムで試合を行っている。

## 友好都市
- ウィルミントン （アメリカ合衆国）[2]
- バーリントン （アメリカ合衆国）[3]
- ディンスラーケン （ドイツ）[4]